# Dorotea Dánská (1520–1580)
Dorotea Dánská a Norská (dánsky: Dorothea af Oldenburg; 10. listopadu 1520, Kodaň – 31. května 1580, Neumarkt in der Oberpfalz) byla dánská, norská a švédská princezna a sňatkem s kurfiřtem Fridrichem II. Falckým falcká kurfiřtka. V letech 1559 až 1561 byla pretendentkou dánského, norského a švédského trůnu a titulární panovnicí.

## Biografie

### Původ, mládí

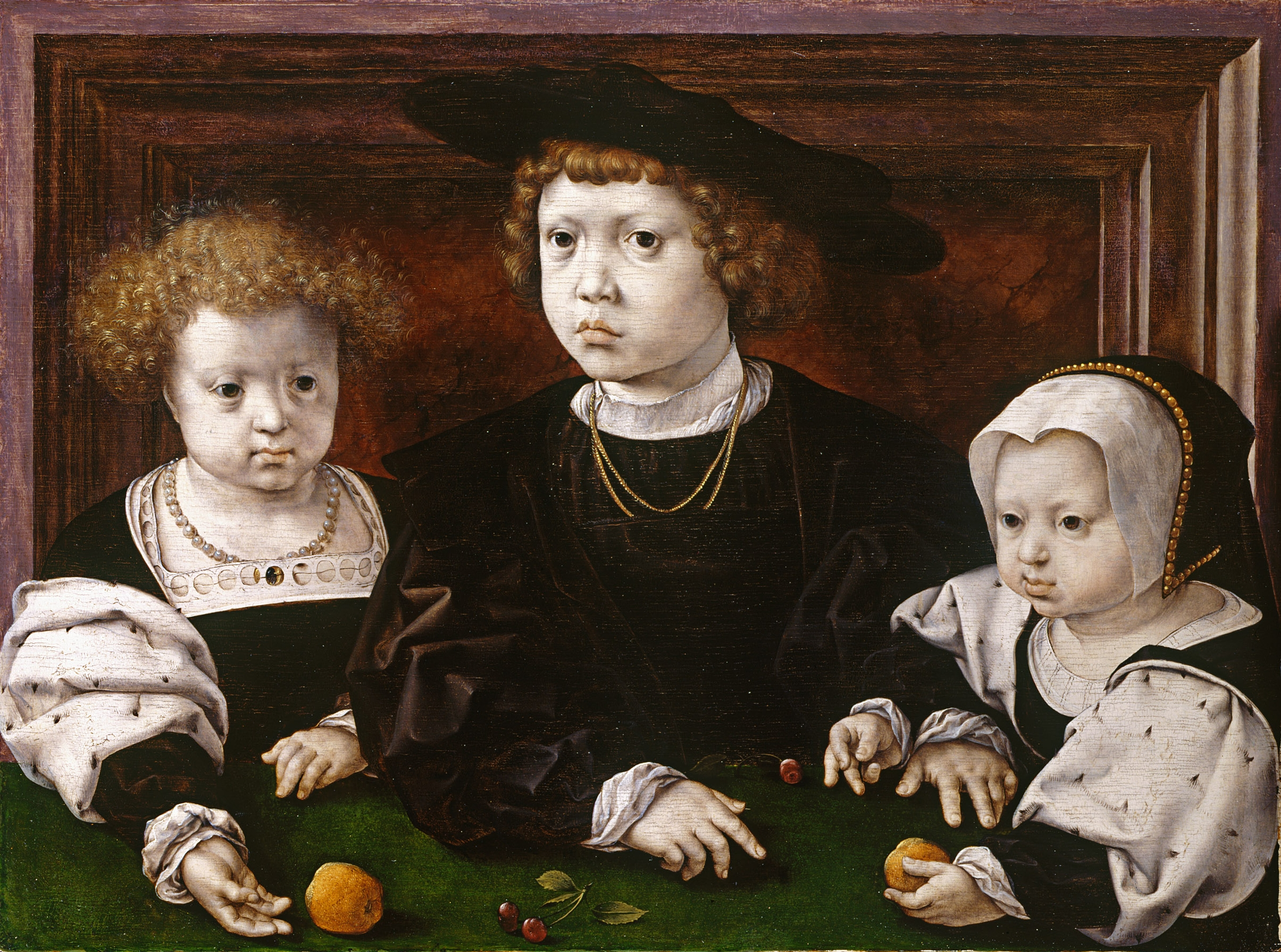
Dorotea Dánská se svým bratrem Janem a sestrou Kristinou

Dorotea Dánská se narodila jako páté dítě/první dcera ze šesti potomků dánského krále Kristiána II. a jeho manželky, rakouské arcivévodkyně Isabelly Habsburské. Její čtyři starší bratři zemřeli jako nemluvňata vyjma druhého Jana, který nicméně zemřel rovněž před dosažením dospělosti ve čtrnácti letech. Dospělého věku se dožily pouze Dorotea a její mladší sestra Kristina, provdaná roku 1533 za milánského vévodu Francesca II. Sforzu a po jeho smrti za Františka I. Lotrinského.
Z matčiny strany byla neteří císaře Svaté říše římské Karla V. Tento příbuzenský vztah ovlivnil zásadně její další osudy, neboť jako členka habsburské dynastie byla velmi žádoucí potenciální nevěstou. Její strýc ji posléze provdal z čistě politických zájmů, aby prostřednictvím takto vzniklého spojení posílil svou moc proti Francii.
Dorotea měla pouhé tři roky, když byl její otec Kristián II. roku 1523 sesazen z dánského trůnu. Celá rodina uprchla do Flander a nakonec se usadila v Lier v dnešní Belgii. Po smrti matky Isabelly v roce 1526 předal Kristián své děti do péče jejich pratety Markéty Habsburské, nizozemské místodržitelky. Roku 1531 se vypravil zpět do Skandinávie, neboť se chtěl pokusit o znovuzískání dánského trůnu. Jeho snaha nebyla úspěšná, Kristián byl zajat a po dlouholetém věznění roku 1559 zemřel; do Flander se již nevrátil a Dorotea již nikdy svého otce nespatřila.
Spolu s bratrem Janem a sestrou Kristinou získala Dorotea excelentní vzdělání v katolickém duchu. Po smrti Markéty Habsburské v roce 1530 se o další výchovu dětí starala nová místodržitelka habsburského Nizozemí, Marie Habsburská. Snažila se dětem své zemřelé starší sestry zajistit pokud možno šťastné dětství bez útrap. Místodržitelský dvůr byl katolický, byl zde nicméně značně zastoupen i protestantismus, ke kterému Dorotea od dětství inklinovala.

### Manželství, falcká kurfiřtka
Dorotein bratr Jan zemřel ve čtrnácti letech roku 1532. Jako starší z posledních dvou přeživších potomků sesazeného krále Kristiána II. byla Dorotea pretendentkou dánského trůnu. Jako takovou ji Habsburkové provdali za falckého prince Fridricha, pozdějšího falckého kurfiřta Fridricha II. Svatba se konala 25. září roku 1535 v Heidelbergu. Již následujícího roku však byly její naděje obsadit dánský trůn zmařeny, když občanská válka, jež vypukla roku 1534 ve Švédsku s cílem dosadit opět Kristiána II. na trůn, skončila neúspěchem. Dorotein manžel však na jejich právech dále trval. Habsburkové oficiálně jejich nároky podporovali, nepodnikli však nic, aby jim byl trůn navrácen. Roku 1544 se princ Fridrich stal kurfiřtem a téhož roku Habsburkové svou podporu oficiálně odřekli.
Dorotea Dánská a Fridrich Falcký nepřipustili rozšíření protestantismu ve své zemi, nehledě k tomu, že kurfiřtka chovala k tomuto vyznání sympatie.
Z manželství Dorotey a Fridricha se nenarodily žádné děti. Po manželově smrti roku 1556 žila Dototea skromně na zámku v Neumarketu. Zemřela 31. května roku 1580 a byla pochována v chrámu sv. ducha v Heidelbergu.

## Vývod z předků
|                  |                         |  |                          |                                         |  |  |  |  |  |  |  | Dětřich Oldenburský |
|                  |                         |  |                          |                                         |  |  |  |  |  |  |  |                     |
|                  | Kristián I. Dánský      |  |                          |                                         |  |  |  |  |  |  |  |                     |
|                  |                         |  |                          |                                         |  |  |  |  |  |  |  |                     |
|                  |                         |  |                          | Helvig Holštýnsko-Rendsburská           |  |  |  |  |  |  |  |                     |
|                  |                         |  |                          |                                         |  |  |  |  |  |  |  |                     |
|                  | Jan I. Dánský           |  |                          |                                         |  |  |  |  |  |  |  |                     |
|                  |                         |  |                          |                                         |  |  |  |  |  |  |  |                     |
|                  |                         |  |                          | Jan Braniborsko-Kulmbašský              |  |  |  |  |  |  |  |                     |
|                  |                         |  |                          |                                         |  |  |  |  |  |  |  |                     |
|                  | Dorotea Braniborská     |  |                          |                                         |  |  |  |  |  |  |  |                     |
|                  |                         |  |                          |                                         |  |  |  |  |  |  |  |                     |
|                  |                         |  |                          | Barbara Sasko-Wittenberská              |  |  |  |  |  |  |  |                     |
|                  |                         |  |                          |                                         |  |  |  |  |  |  |  |                     |
|                  | Kristián II. Dánský     |  |                          |                                         |  |  |  |  |  |  |  |                     |
|                  |                         |  |                          |                                         |  |  |  |  |  |  |  |                     |
|                  |                         |  |                          | Fridrich II. Saský                      |  |  |  |  |  |  |  |                     |
|                  |                         |  |                          |                                         |  |  |  |  |  |  |  |                     |
|                  | Arnošt Saský            |  |                          |                                         |  |  |  |  |  |  |  |                     |
|                  |                         |  |                          |                                         |  |  |  |  |  |  |  |                     |
|                  |                         |  |                          | Markéta Habsburská                      |  |  |  |  |  |  |  |                     |
|                  |                         |  |                          |                                         |  |  |  |  |  |  |  |                     |
|                  | Kristina Saská          |  |                          |                                         |  |  |  |  |  |  |  |                     |
|                  |                         |  |                          |                                         |  |  |  |  |  |  |  |                     |
|                  |                         |  |                          | Albrecht III. Bavorský                  |  |  |  |  |  |  |  |                     |
|                  |                         |  |                          |                                         |  |  |  |  |  |  |  |                     |
|                  | Alžběta Bavorská        |  |                          |                                         |  |  |  |  |  |  |  |                     |
|                  |                         |  |                          |                                         |  |  |  |  |  |  |  |                     |
|                  |                         |  |                          | Anna Brunšvicko-Grubenhagensko-Einbecká |  |  |  |  |  |  |  |                     |
|                  |                         |  |                          |                                         |  |  |  |  |  |  |  |                     |
| 'Dorotea Dánská' |                         |  |                          |                                         |  |  |  |  |  |  |  |                     |
|                  |                         |  |                          |                                         |  |  |  |  |  |  |  |                     |
|                  |                         |  | Fridrich III. Habsburský |                                         |  |  |  |  |  |  |  |                     |
|                  |                         |  |                          |                                         |  |  |  |  |  |  |  |                     |
|                  | Maxmilián I. Habsburský |  |                          |                                         |  |  |  |  |  |  |  |                     |
|                  |                         |  |                          |                                         |  |  |  |  |  |  |  |                     |
|                  |                         |  |                          | Eleonora Portugalská                    |  |  |  |  |  |  |  |                     |
|                  |                         |  |                          |                                         |  |  |  |  |  |  |  |                     |
|                  | Filip I. Sličný         |  |                          |                                         |  |  |  |  |  |  |  |                     |
|                  |                         |  |                          |                                         |  |  |  |  |  |  |  |                     |
|                  |                         |  |                          | Karel Smělý                             |  |  |  |  |  |  |  |                     |
|                  |                         |  |                          |                                         |  |  |  |  |  |  |  |                     |
|                  | Marie Burgundská        |  |                          |                                         |  |  |  |  |  |  |  |                     |
|                  |                         |  |                          |                                         |  |  |  |  |  |  |  |                     |
|                  |                         |  |                          | Isabella Bourbonská                     |  |  |  |  |  |  |  |                     |
|                  |                         |  |                          |                                         |  |  |  |  |  |  |  |                     |
|                  | Isabela Habsburská      |  |                          |                                         |  |  |  |  |  |  |  |                     |
|                  |                         |  |                          |                                         |  |  |  |  |  |  |  |                     |
|                  |                         |  |                          | Jan II. Aragonský                       |  |  |  |  |  |  |  |                     |
|                  |                         |  |                          |                                         |  |  |  |  |  |  |  |                     |
|                  | Ferdinand II. Aragonský |  |                          |                                         |  |  |  |  |  |  |  |                     |
|                  |                         |  |                          |                                         |  |  |  |  |  |  |  |                     |
|                  |                         |  |                          | Jana Enríquezová                        |  |  |  |  |  |  |  |                     |
|                  |                         |  |                          |                                         |  |  |  |  |  |  |  |                     |
|                  | Jana I. Kastilská       |  |                          |                                         |  |  |  |  |  |  |  |                     |
|                  |                         |  |                          |                                         |  |  |  |  |  |  |  |                     |
|                  |                         |  |                          | Jan II. Kastilský                       |  |  |  |  |  |  |  |                     |
|                  |                         |  |                          |                                         |  |  |  |  |  |  |  |                     |
|                  | Isabela Kastilská       |  |                          |                                         |  |  |  |  |  |  |  |                     |
|                  |                         |  |                          |                                         |  |  |  |  |  |  |  |                     |
|                  |                         |  |                          | Isabela Portugalská                     |  |  |  |  |  |  |  |                     |
|                  |                         |  |                          |                                         |  |  |  |  |  |  |  |                     |